# Venècia
|  | Per a altres significats, vegeu «Província de Venècia». |

Venècia (en vènet: Venèsia, en italià: Venezia) és una ciutat del nord d'Itàlia, capital de la regió del Vèneto i de la ciutat metropolitana homònima. La seva població és de 266.181 habitants (anomenats venecians), en un municipi de 421 km² del qual depèn la ciutat de Mestre, a terra ferma, i les illes de Murano, Burano i altres de menors. Limita amb els municipis de Campagna Lupia, Cavallino-Treporti, Chioggia, Jesolo, Marcon, Martellago, Mira, Mogliano Veneto (TV), Musile di Piave, Quarto d'Altino, Scorzè i Spinea.
La ciutat sorgeix sobre la llacuna de Venècia, dins el golf de Venècia, al nord-oest del mar Adriàtic. Està situada a una latitud de 45° 26′ nord i una longitud de 12° 19′ est.
La ciutat ha estat declarada Patrimoni de la Humanitat per la UNESCO. El patró de la ciutat és Sant Marc (25 d'abril). La festa del poble vènet se celebra, però, el dia 25 de març, data de la fundació de la ciutat.
Venècia continua sent una destinació turística molt popular, un important centre cultural, i ha estat classificada moltes vegades com la ciutat més bella del món.
Es coneix també pels seus certàmens internacionals com la Mostra de Cinema i la Biennal, i també per la Regata Històrica, que té lloc el primer diumenge de setembre.

## Geografia
Situada a la vora de la mar Adriàtica, sorgeix al mig d’una llacuna, sobre un arxipèlag de més d’un centenar d’illes petites, separades per una xarxa de canals, en part regulats per l’home, entre la llacuna viva i la llacuna morta, a 4 km de la terra ferma i a 2 km de la mar oberta, de la qual és separada per un cordó litoral (Pellestrina, San Pietro in Volta, Alberoni, Lido). Actualment ocupa una àrea d’uns 7 km², i el nucli urbà central comprèn 18 illes, entre les quals San Giorgio Maggiore i Giudecca, amb 160 canals, les ribes dels quals són unides per prop de 400 ponts. L’artèria urbana més important és el Canal Grande, de 3,8 km de llargària i de 30 a 70 m d’amplària, que forma una gran S, tot al llarg del qual hi ha nombrosos i magnífics palaus; divideix la ciutat en dues parts desiguals, i acaba prop de la plaça de San Marco, que és el centre de la ciutat.

### Clima
Venècia no té un clima mediterrani, ja que els hiverns són massa freds i la pluviometria no presenta un mínim a l'estiu. La raó de no tenir un clima mediterrani és per la seva latitud (45°), la més alta de les localitats de la ribera mediterrània, i que l'Adriàtic és un mar poc profund i relativament de poca extensió, per la qual cosa no contempera gaire el clima en els mesos d'hivern (a Venècia, el gener és més fred que a París). D'acord amb la classificació de Köppen, té un clima subtropical humit (Cfa), amb hiverns frescos i estius calents. Les hores de sol mitjanes anuals són 2.037.
|                              | gen  | feb  | mar  | abr  | mai  | jun  | jul  | ago  | set  | oct  | nov  | des  | Anual |
| Temperatures mitjanes (ºС)   | 2,5  | 4,5  | 7,9  | 12,1 | 16,8 | 20,4 | 22,7 | 22,2 | 18,9 | 13,8 | 7,9  | 3,4  | 12,8  |
| Precipitacions mitjanes (mm) | 58,1 | 54,2 | 57,1 | 64,3 | 68,7 | 76,4 | 63.1 | 83.1 | 66,0 | 69,0 | 87,3 | 53,7 | 801   |
| ---------------------------- | ---- | ---- | ---- | ---- | ---- | ---- | ---- | ---- | ---- | ---- | ---- | ---- | ----- |

### L’acqua altai l'enfonsament de la ciutat

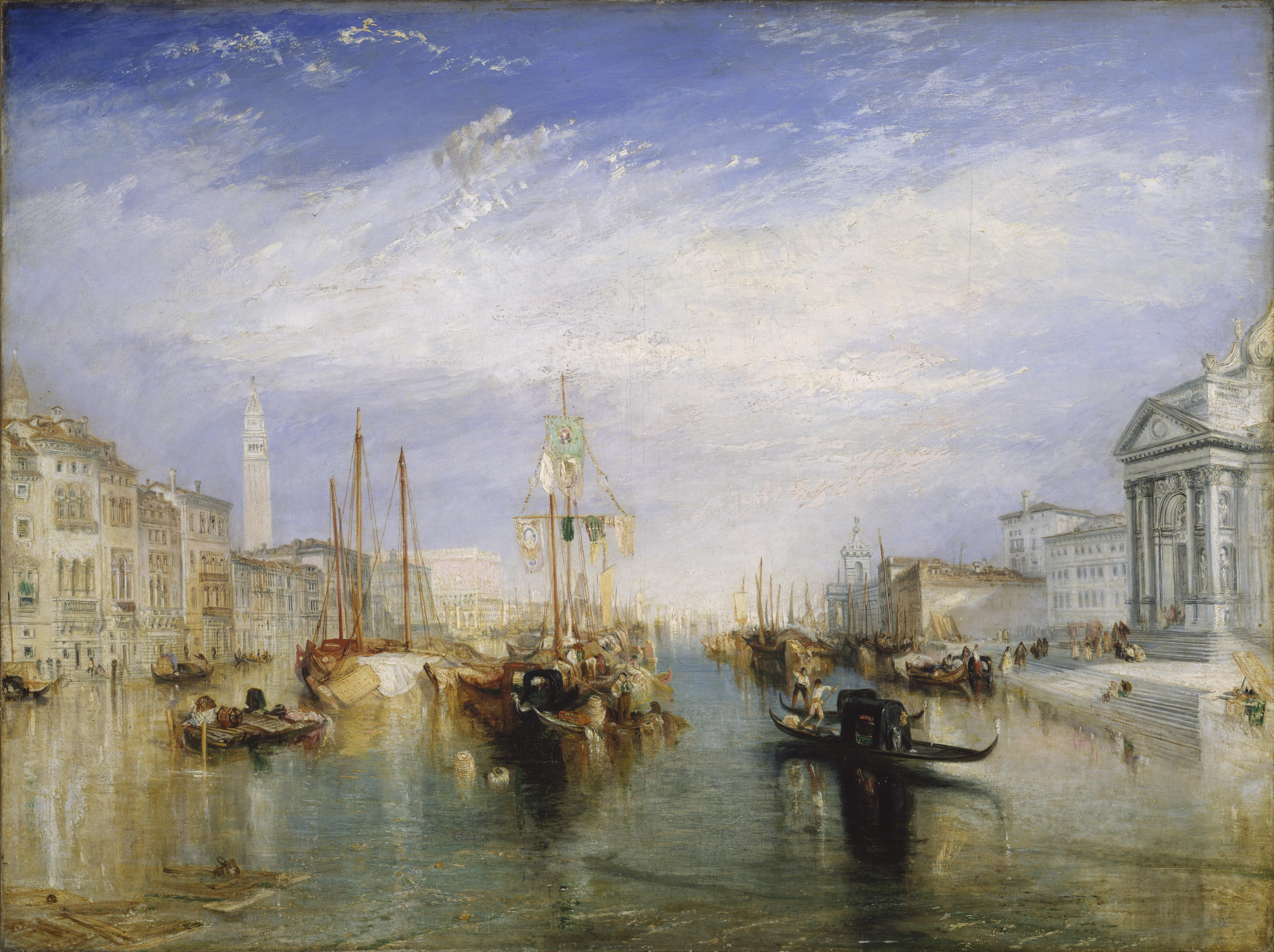
Turner, El gran Canal, Venècia, pintat el 1835

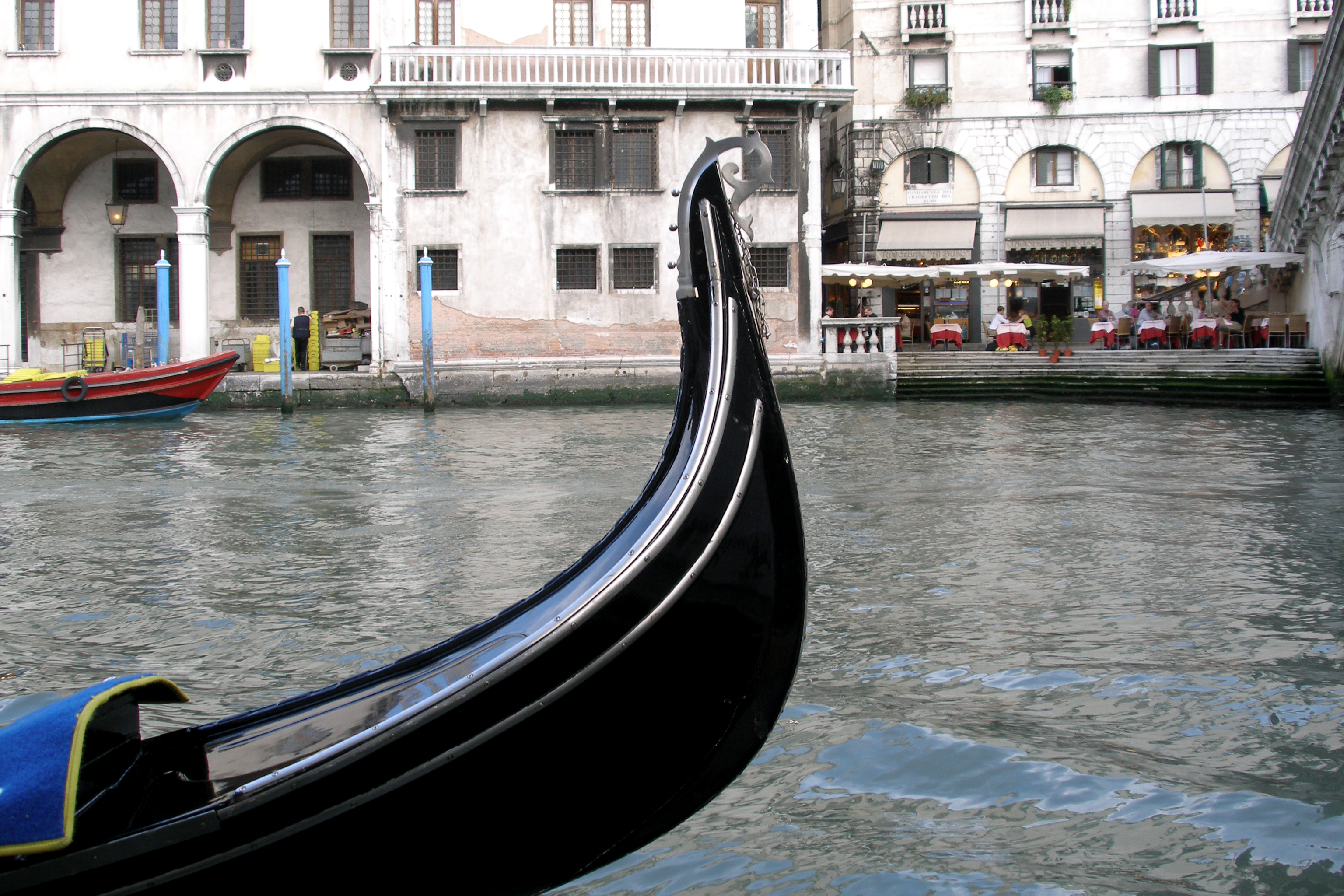
Góndoles a Venècia

L'acqua alta és un fenomen que es dona entre la tardor i la primavera a la zona septentrional del mar Adriàtic, quan el nivell de l'aigua supera en 90 cm el nivell de la marea normal. Normalment, inunda les zones més baixes de la ciutat, tot i que hi ha hagut marees més fortes com les del mes de desembre del 2008, en què la marea va superar els 1,56 metres i les aigües van negar places i carrers, empeses pel vent de xaloc, que bufa del sud-est; la marea no havia pujat tant des del 1986, quan va arribar als 1,58 metres. Durant unes quantes hores, l'aigua va cobrir una bona part de la ciutat i va escolar-se per cases i botigues.
La marea no va atènyer per poc el llindar dels 1,60 metres, que és quan Venècia es nega tota. El va ultrapassar, per última vegada, el 1979. Ara bé, la pitjor inundació dels temps moderns va ser l'any 1966, amb una marea d'1,94 metres. Els estralls causats aleshores van fer veure al món la fragilitat d'una ciutat que es dreça al bell mig d'una llacuna, sobre un arxipèlag d'un centenar llarg d'illes i a dos quilòmetres de la mar oberta. El problema, però, és doble, ja que Venècia s'està enfonsant i perd distància respecte al nivell del mar.
Aquest últim segle, Venècia ha perdut més de 23 centímetres respecte del nivell del mar i, per tant, les inundacions hi han augmentat. La pèrdua, la causen dos factors diferents: la pujada del nivell de la mar, lligada al canvi climàtic; i l'enfonsament gradual del sòl, fenomen conegut per subsidència i causat sobretot per l'extracció indiscriminada d'aigües subterrànies destinades a la indústria local i a la creixent demanda provocada per l'augment del turisme. La sobreexplotació d'aquestes aigües va fer que el nivell freàtic baixés i que la terra s'enfonsés. Aquesta extracció no es va aturar fins als anys 70.

## Història

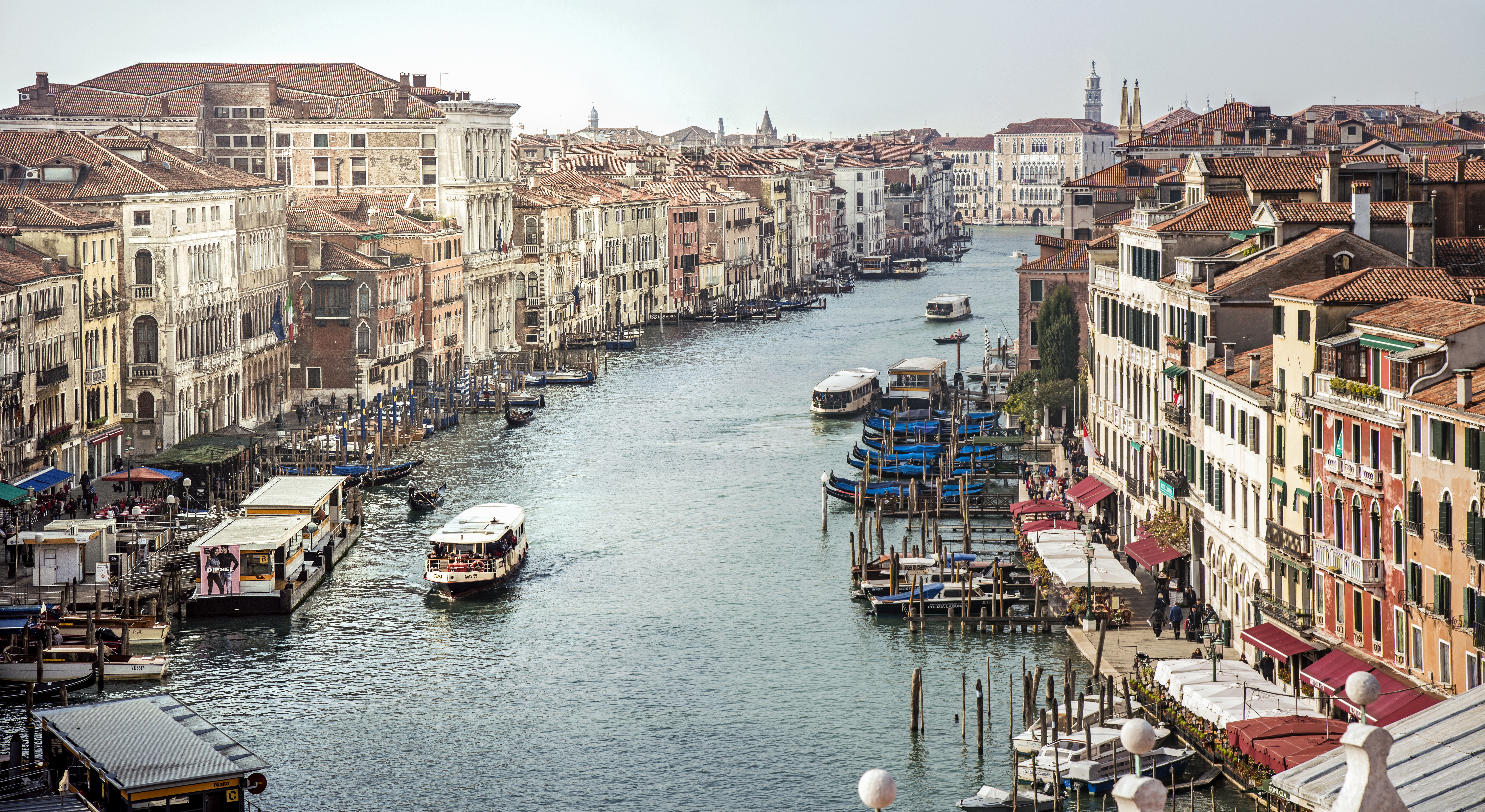
El Gran Canal des de Rialto a Ca'Foscari

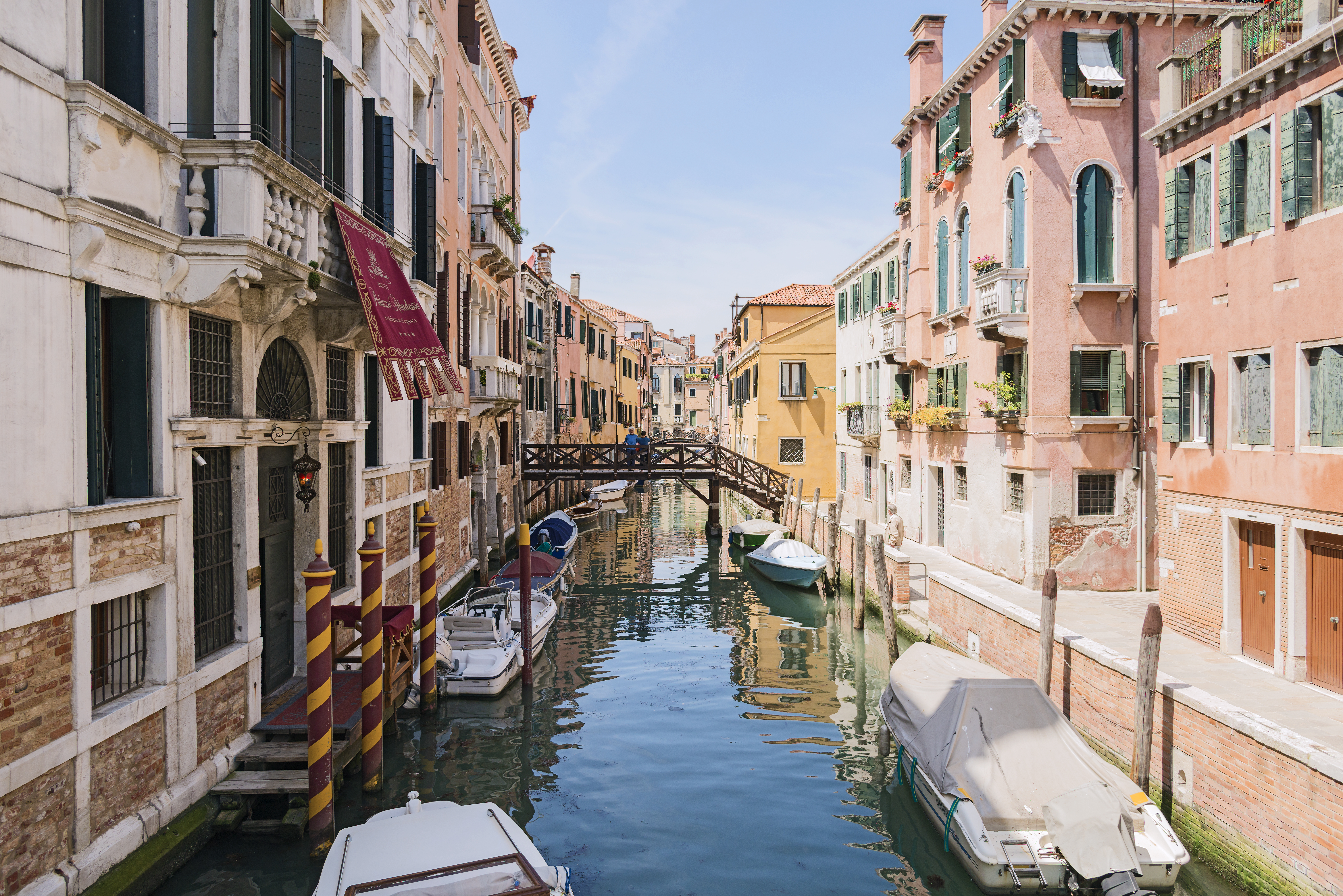
Vista de Venècia des del pont Priuli a Santa Sofia, fins al pont de le Vele

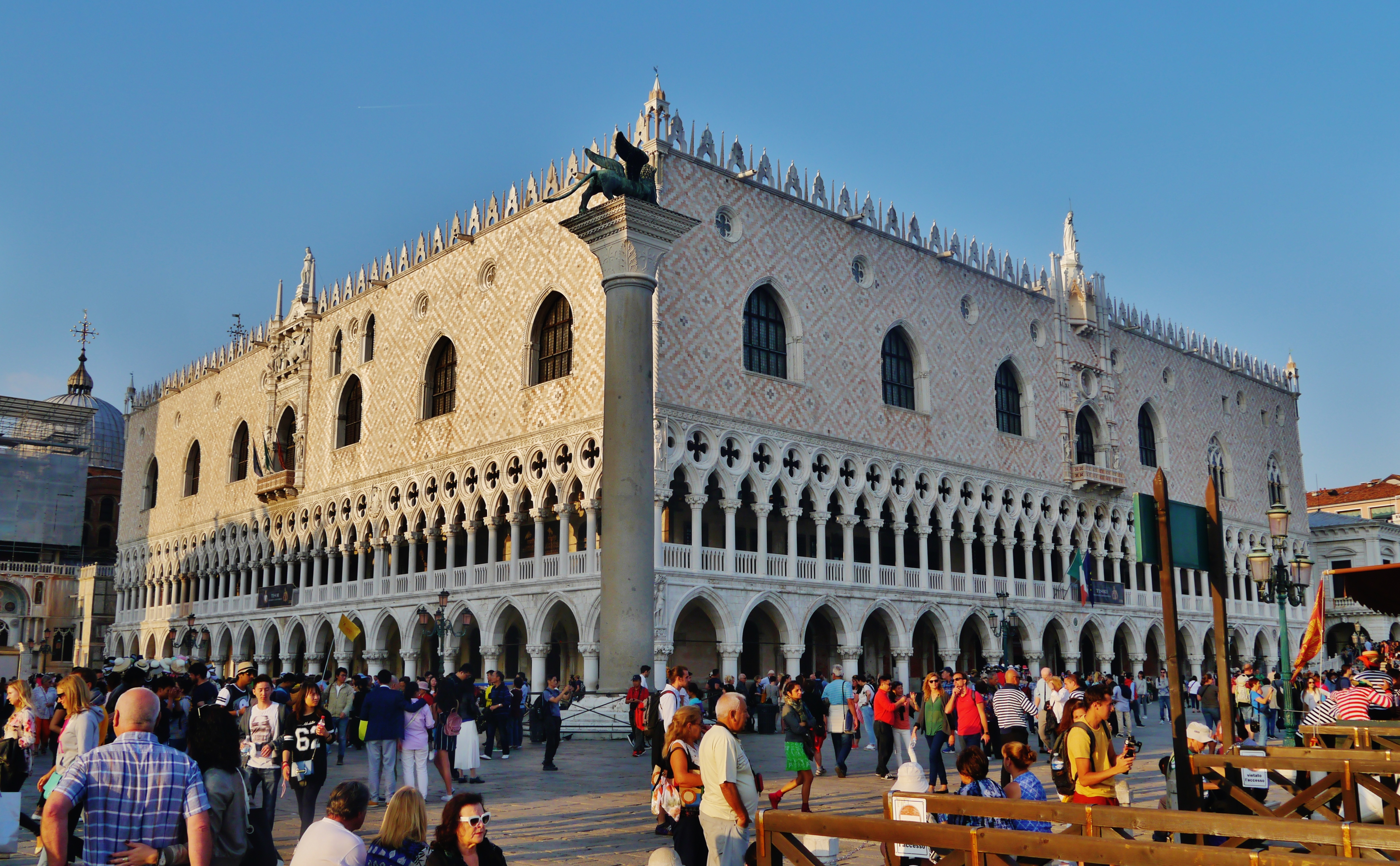
El Palau Ducal, l'antiga residència del Dux de Venècia

D'orígens incerts, sembla que Venècia va néixer en el si de l'Imperi Romà d'Orient a conseqüència del flux de refugiats que, abandonant la planura del Vèneto empesos pels invasors, es va retirar cap a les 118 illetes de la llacuna.
El nom Venècia antigament va identificar la regió de la gent vèneta (avui es diu Vèneto). En l'edat mitjana, Venècia (Vèneto) va dividir-se i l'Imperi Romà d'Orient controlava la part de la llacuna i li deien solament Venècia. Quan les illetes de la llacuna van esdevenir una ciutat, Venècia va recuperar el nom de la ciutat.
Situada a la frontera de l'Imperi Romà d'Orient, va desenvolupar un fort esperit d'independència que la va portar a ser una de les ciutats estat que van formar les Repúbliques Marineres, juntament amb Gènova, Pisa i Amalfi. El cap del govern era el dux (terme llatí; en vènet: Doxe; en italià: Doge), teòricament elegit per a tota la vida, però en la pràctica obligat, sovint, a deixar el mandat a conseqüència dels resultats insatisfactoris del mateix govern.
En l'època de més poder, Venècia controlava una gran part de les costes de l'Adriàtic i moltes de les illes de l'Egeu, incloent-hi Creta, i es trobava entre les principals forces comercials de l'Orient Mitjà. El territori de la república, a més del Vèneto, s'estenia en terres italianes fins al llac de Garda i al riu Adda, a Friuli, a Ístria i a Dalmàcia. Pel que fa a la mitjana de l'època, el govern dels propis territoris fou il·lustrat i moltes de les ciutats controlades per Venècia, com Bèrgam i Brescia, van reivindicar la sobirania veneciana durant l'amenaça d'invasions estrangeres.
El poder econòmic de Venècia s'originà en constituir-se en la frontissa entre el món subdesenvolupat d'Europa i el ric i desenvolupat món oriental (món musulmà, Índia i Xina).
En el segle xii, Venècia va ajudar l'Imperi Romà d'Orient contra els normands. A canvi, els venecians van obtenir, l'any 1082, el dret a comercialitzar amb l'imperi de manera exclusiva i sense pagar drets de duana. Aquest privilegi marcà l'inici de l'hegemonia de Venècia en el llevant.
L'any 1204 Venècia es converteix en un poder imperial després de la Quarta Croada, en la qual, amb el suport de Venècia, es va conquerir Constantinoble. Gràcies als beneficis que va obtenir, Venècia va construir una esfera d'influència coneguda com el ducat de l'Arxipèlag. Aquest imperi es va mantenir durant cinc segles.
La decadència econòmica de Venècia va ser causada per un canvi en la geografia de les relacions entre Europa i l'Orient. I cada vegada que una geografia s'esborra per deixar-ne pas a una altra, la història es mou.
L'any 1498 el dux de Venècia va rebre una notícia esfereïdora: el navegant portuguès Vasco de Gama havia aconseguit vorejar la costa africana fins a arribar al cap de les Tempestes (rebatejat com a cap de Bona Esperança) i continuar rumb a l'est, per obrir intercanvis comercials. Per a Venècia era una tragèdia. Fins llavors, l'Índia (que en aquella època era, junt a la Xina, el centre de producció mundial) no era accessible més que per a una ruta terrestre controlada per Venècia. Aquest control li havia proporcionat moltes riqueses. Ara l'Orient estaria a prop de Portugal i de la resta d'Europa per via marítima i la ciutat del dux perdria gran part de la seva activitat.
Des d'un punt de vista de política religiosa, la República de Venècia sempre va ser gelosa de la pròpia autonomia en el terreny eclesiàstic, i es va caracteritzar per una relativa tolerància respecte a altres confessions religioses. Aquest comportament independent va posar la ciutat sovint en conflicte amb el papa.
El 21 de novembre de 1630 el senat de Venècia va fer un vot solemne a la Mare de Déu: si s'acabava la pesta que hi estava fent estralls, s'erigiria un temple imponent dedicat a la Mare de Déu. Segons recullen les cròniques, des d'aquell precís moment no es van tenir més notícies de víctimes de la pesta. Els venecians, doncs, van mantenir el vot i van edificar tot seguit el temple que porta el nom de La Madonna della Salute (la Mare de Déu de la Salut), d'estil barroc.
Al segle xviii, Venècia era de les ciutats més refinades d'Europa, amb una forta influència sobre l'art, l'arquitectura i la literatura del seu temps. El seu territori comprenia el Vèneto, Ístria, Dalmàcia, Cattaro (l'actual Kotor, a Montenegro) i part de la Llombardia. Però després de 1.070 anys d'independència, el 12 de maig de 1797, la ciutat fou conquerida per Napoleó. El dux Ludovico Manin es va veure obligat per Napoleó a abdicar. Es va dissoldre el Consell de la República Vèneta i es va proclamar el govern provisional de l'Ajuntament de Venècia. El 16 de maig de 1797 les tropes franceses ocupaven Venècia.
Amb la restauració i el tractat de Campo Formio entre francesos i austríacs, el 17 d'octubre de 1797 es posa fi a l'Ajuntament provisional de Venècia i són cedits a Àustria el Vèneto, Ístria, Dalmàcia i les Boques de Kotor. Neix la província Vèneta d'Àustria sota Francesc I d'Àustria, amb l'entrada dels austríacs a la ciutat el 18 de gener de 1798.
Posteriorment a la restauració, després del període napoleònic, el 9 de juny del 1815, amb el congrés de Viena, Venècia passa al Regne llombardovenecià i el 1866 passa a formar part del Regne d'Itàlia amb un referèndum esfafa, en què els qui van votar anaven en cabines diferents: l'una per al sí i l'altra per al no. Tothom estava obligat a votar pel sí a l'annexió.

## Govern
L’òrgan legislatiu de la Comuna és l’Ajuntament (Consiglio Comunale), que està format per 36 regidors elegits cada cinc anys amb un sistema proporcional. L'òrgan executiu és l'Administració de la ciutat (Giunta Comunale), composta per 12 assessors designats i presidits per un alcalde elegit directament.
El municipi de Venècia també es subdivideix en sis districtes administratius (municipalità). Cada districte està governat per un consell (Consiglio) i un president, elegits cada cinc anys. Els municipis tenen el poder d’assessorar l'alcalde amb opinions no vinculants sobre un ampli espectre de temes (medi ambient, construcció, salut pública, mercats locals) i exercir les funcions que els delegui l’Ajuntament; a més, se’ls subministra finançament per activitats locals.

### Sestieri

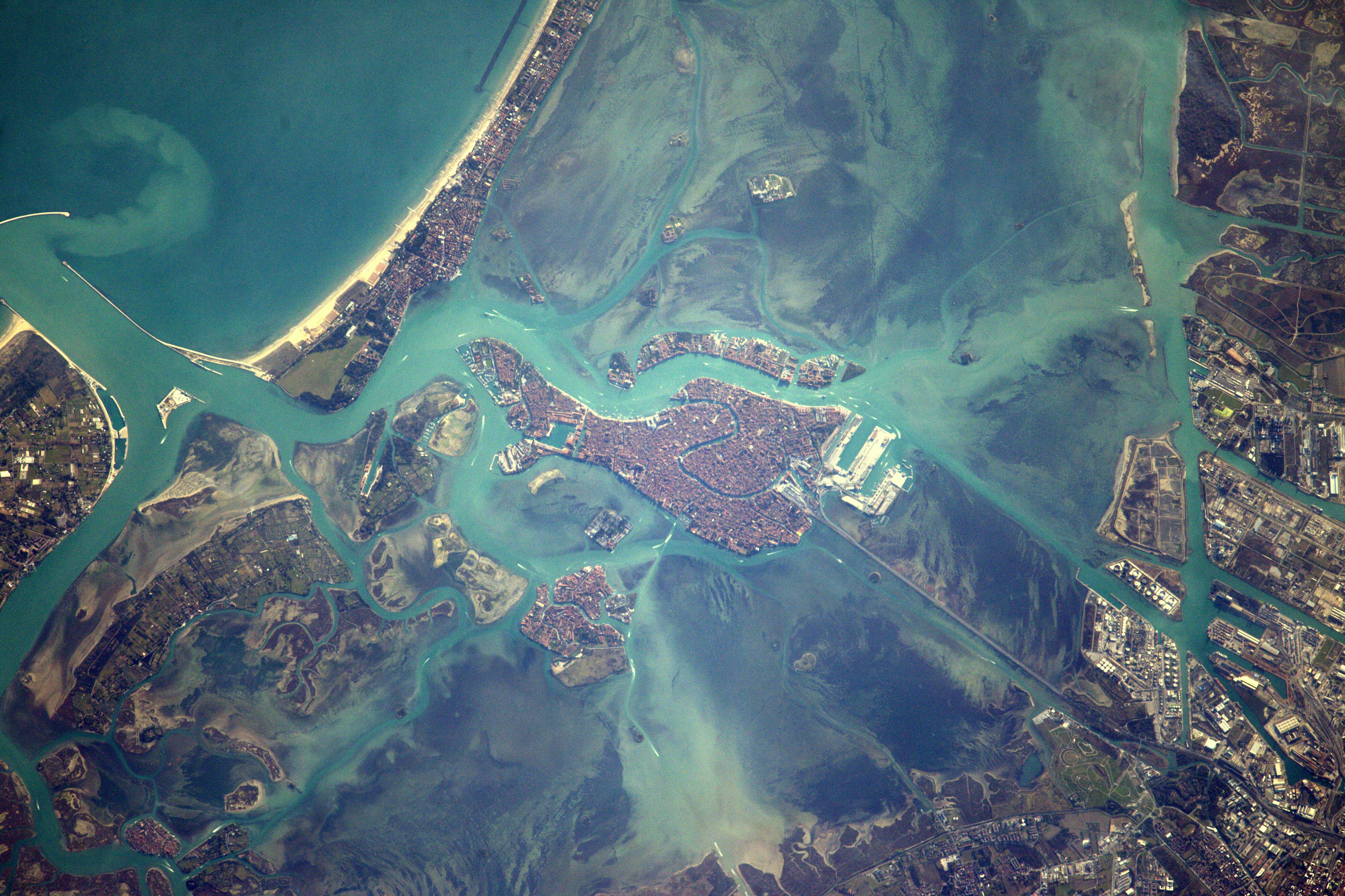
La llacuna veneciana vista des de l'estació espacial internacional

Avui la ciutat estricta de Venècia està dividida en els sis districtes (sestieri) de Dorsoduro, Santa Croce, San Polo, San Marco, Cannaregio i Castello, i es desplega sobre un total de 118 illetes unides per 354 ponts, dividides per 177 canals (a Venècia, només es dona aquest nom als canals majors; els canals petits es diuen rii, plural de rio).
| Sestiere |                                                                    |
|          | Cannaregio                                                         |
|          | San Polo                                                           |
|          | Dorsoduro (inclou Giudecca i Sacca Fisola)                         |
|          | Santa Croce                                                        |
|          | San Marco (inclou San Giorgio Maggiore)                            |
|          | Castello (inclou San Pietro di Castello, San Michele i Sant'Elena) |

| \| Sestiere \| Sigles \| Superfície Hectàrees \| Població (9-10-2011) \| Densitat \| Nombre d'illes \| color \| \| --------------- \| ------ \| -------------------- \| -------------------- \| -------- \| -------------- \| ----- \| \| Cannaregio \| CN \| 121,36 \| 16.950 \| 13.967 \| 33 \| \| \| Castello \| CS \| 173,97 \| 14.813 \| 8.514 \| 26 \| \| \| San Marco \| SM \| 54,48 \| 4.145 \| 7.552 \| 16 \| \| \| Dorsoduro \| DD \| 161,32 \| 13.398 \| 8.305 \| 30 \| \| \| San Polo \| SP \| 46,70 \| 9.183 \| 19.665 \| 7 \| \| \| Santa Croce \| SC \| 88,57 \| 2.257 \| 2.548 \| 14 \| \| \| Centre històric \| \| 646,80 \| 60.746 \| 9.392 \| 126 \| \| |        |                      |                      |          |                |       |
| Sestiere | Sigles | Superfície Hectàrees | Població (9-10-2011) | Densitat | Nombre d'illes | color |
| Cannaregio | CN     | 121,36               | 16.950               | 13.967   | 33             |       |
| Castello | CS     | 173,97               | 14.813               | 8.514    | 26             |       |
| San Marco | SM     | 54,48                | 4.145                | 7.552    | 16             |       |
| Dorsoduro | DD     | 161,32               | 13.398               | 8.305    | 30             |       |
| San Polo | SP     | 46,70                | 9.183                | 19.665   | 7              |       |
| Santa Croce | SC     | 88,57                | 2.257                | 2.548    | 14             |       |
| Centre històric |        | 646,80               | 60.746               | 9.392    | 126            |       |

Cada sestiere té el seu propi sistema de numeració de cases. Cada casa té un número únic al districte, d'un a diversos milers, generalment numerats d'un racó a un altre de la zona, però no solen ser fàcilment comprensibles.

## Monuments

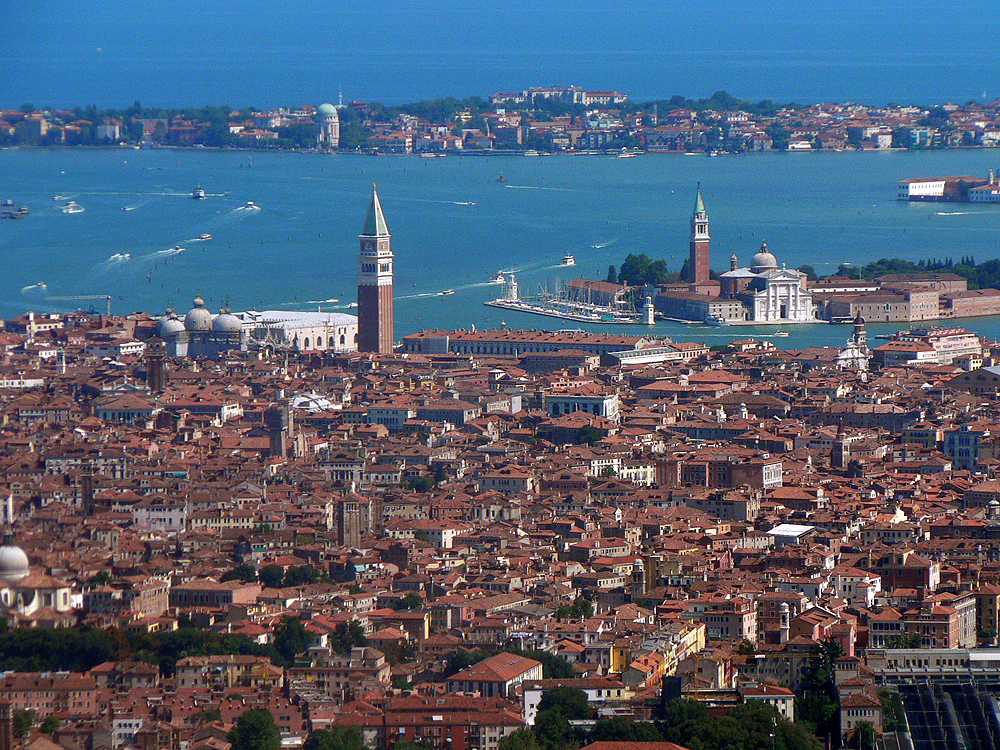
Venècia a vista d'ocell

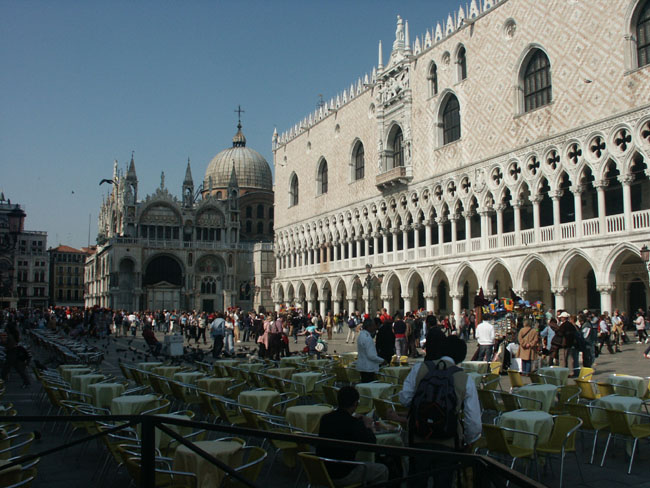
Palau Ducal

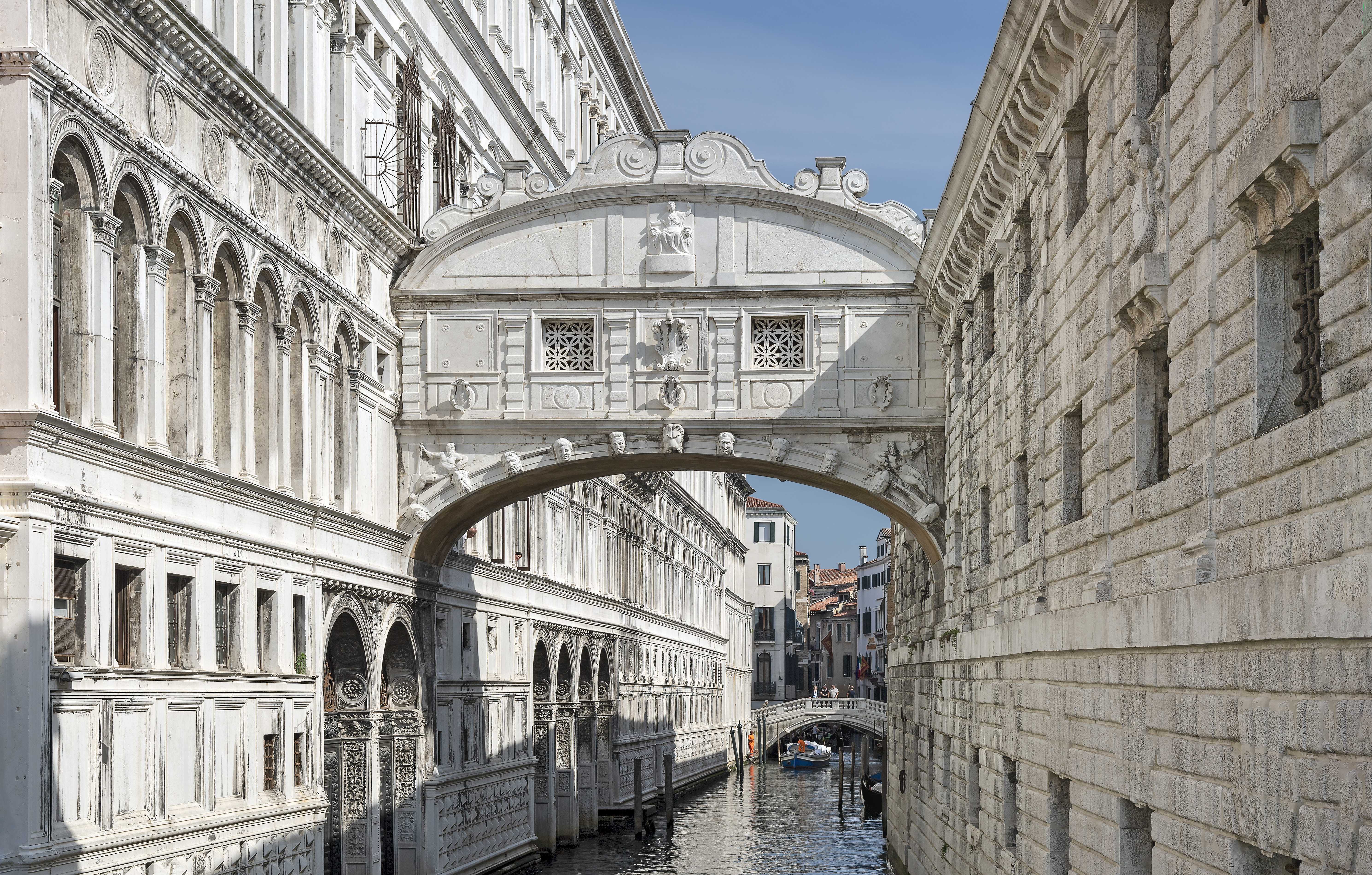
Pont dels sospirs

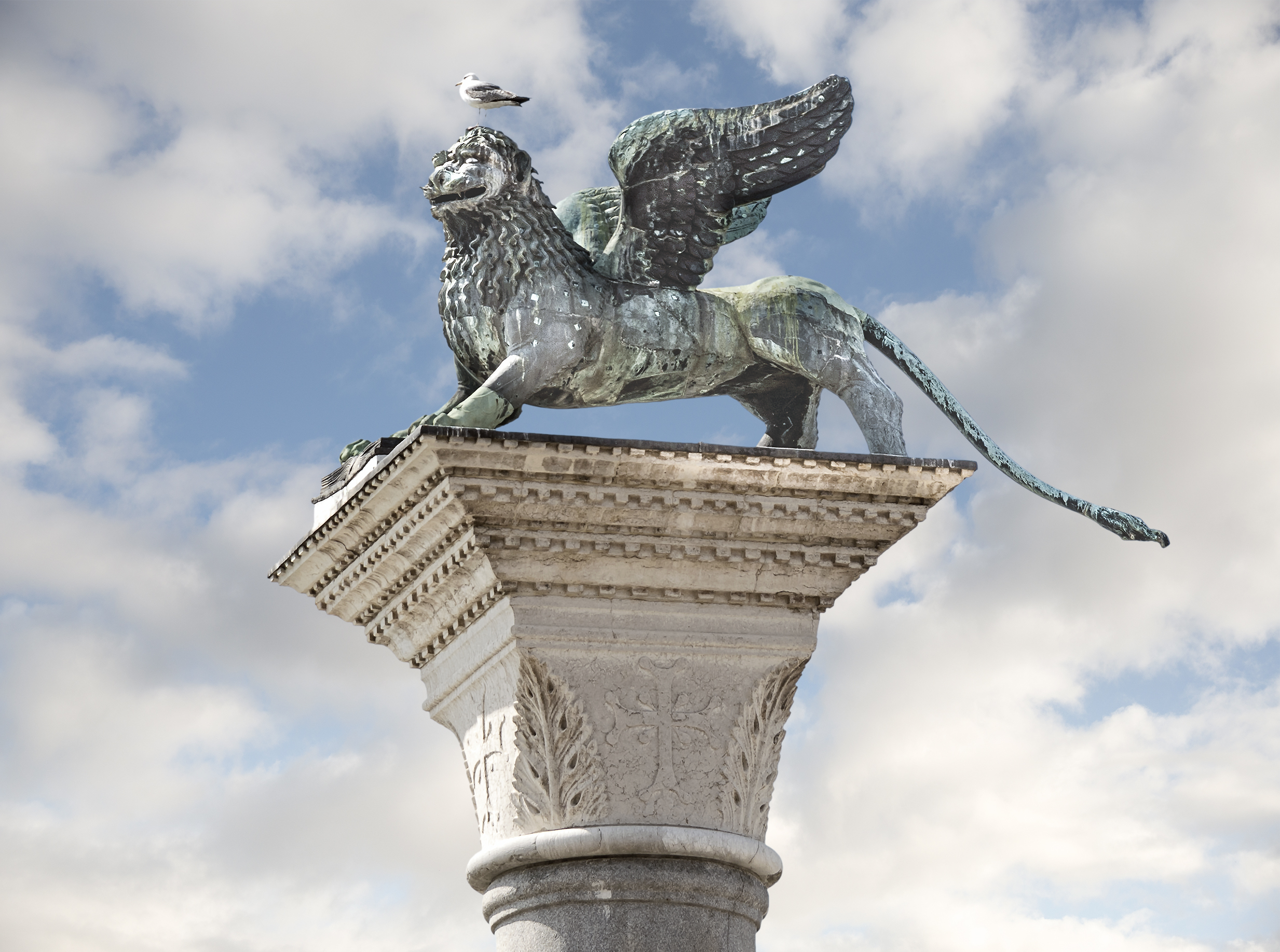
Lleó de Sant Marc, el símbol de Venècia

La plaça principal de la ciutat és la Piazza San Marco, una de les més belles del món, on trobem la basílica homònima, el palau Ducal i el campanar històric. Un altre símbol de la ciutat és el pont de Rialto, amb les seves característiques botigues sobre el Gran Canal.
Altres importants monuments venecians són l'Arsenal, l'església de Santa Maria della Salute, la basílica de Santa Maria Gloriosa dei Frari o les sinagogues del gueto.
Els principals camins per accedir al centre històric venecià són dos: la Strada Nova i la Strada Vecia. La Strada Nova surt del Piazzale Roma, últim lloc transitable amb mitjans motoritzats sobre rodes i, a través de diversos ponts (Ponte dei Scalsi, Ponte delle Guglie), arriba al pont de Rialto i a la Piazza San Marco. La Strada Vecia, si bé és més breu, serpenteja a través de calli i callette (carrers i carrerons venecians) i resulta bastant més tortuosa.
Els canals principals de la ciutat són el Gran Canal (Canal Grande) i el canal de la Giudecca. El primer talla en dues meitats la ciutat traçant una S invertida, i el segon separa el gran centre històric de l'illa de la Giudecca.
Les esglésies principals són la basílica de Sant Marc, Santa Maria Gloriosa dei Frari, San Giorgio Maggiore, Santa Maria della Salute, San Salvador i Santi Giovanni e Paolo.
Entre els museus, destaquen la col·lecció Peggy Guggenheim, el Querini Stampalia, el Museu de Ciències Naturals, el Museu Fortuny, el Palau Grassi i el Museu del Ghetto.
Entre els nombrosos palaus que s'alcen a la ciutat (molts d'aquests amb la façana a la riba del Gran Canal), destaquen els següents: Ca' d'Oro, Ca' Pesaro, Ca' Rezzonico, Ca' Vendramin Calergi, Ca' Venier dei Leoni, palau Contarini del Bovolo, palau Corner Spinelli, palau Ducal, palau Grassi, i el palau Mocenigo.
De les escoles (scuola) venecianes, destaquen les «sis grans»: Scuola de Santa Maria della Carità, Scuola de San Giovanni Evangelista, Scuola de San Marco, Scuola de San Rocco, Scuola de San Teodoro i la de Santa Maria della Misericordia.
Les places més pintoresques, amb les seves esglésies, com la Piazza San Marco i els diversos campi de la ciutat (campo és com els venecians anomenen les places, i San Marco és l'única piazza): Campo Sant'Angelo, Campo San Bortolo, Campo San Luca, Campo San Polo, Campo San Stefano, Campo Santi Giovanni e Paolo (amb el monument de Bartolomeo Colleoni).
Els ponts travessen els gairebé 180 canals i rii, entre els quals el de l'Acadèmia, el de Rialto, el dels Descalços (Ponte dei Scalsi) i el dels Sospirs (Ponte dei Sospiri).
Altres llocs interessants són l'Arsenal, el Casino, el Ghetto o barri jueu i el Lido.

## Afores

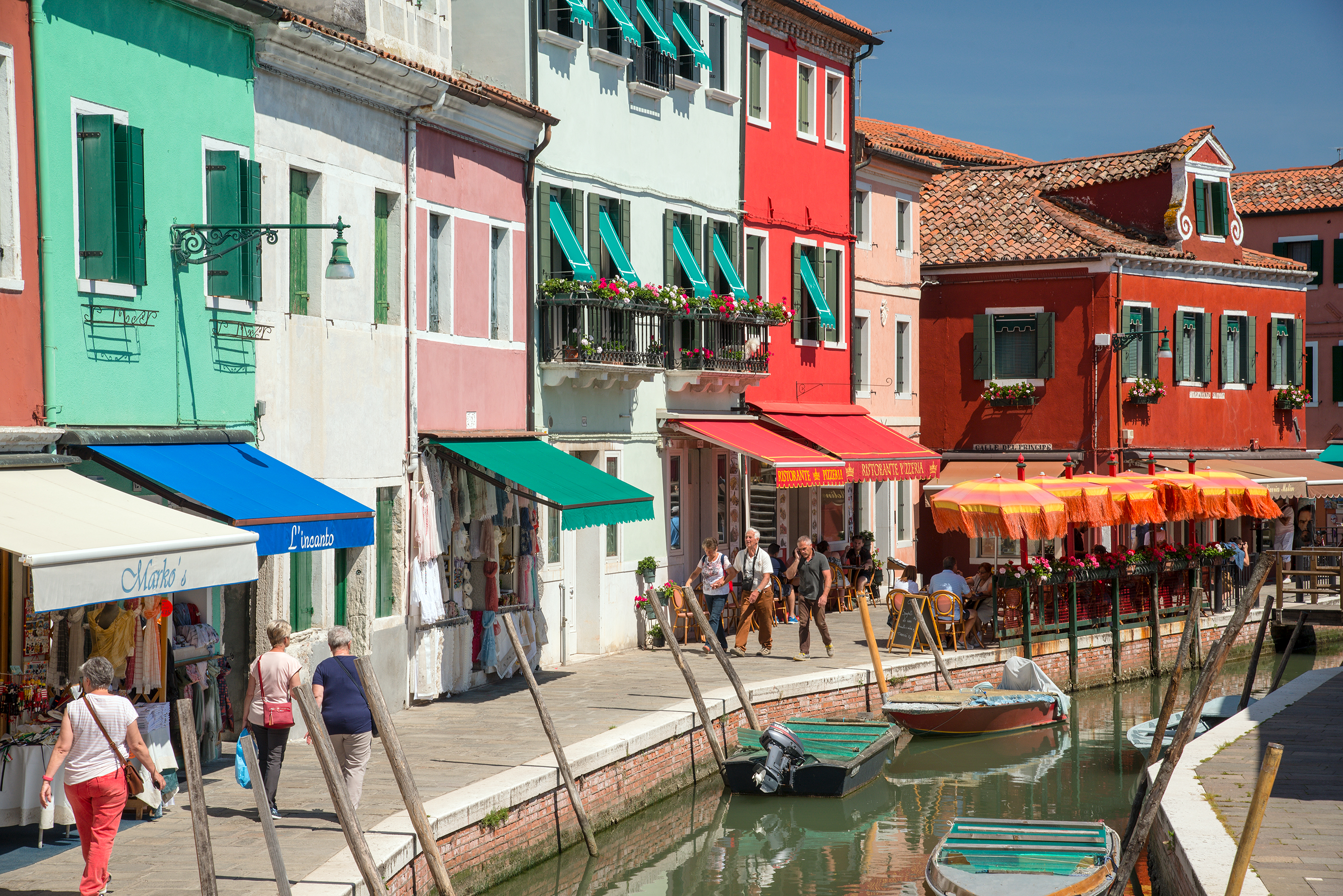
Igual que Murano, Burano també és una destinació turística, on normalment s’hi arriba per vaporetto

Altres punts dignes de ser-ne ressenyats són les illes més distants del gran centre històric: Murano, Burano, Torcello, el Lido de Venècia i Pellestrina.
- Torcello, sovint considerada erròniament la menor de les illes de la llacuna, es pot vantar d'un ric i noble passat, encara que avui tingui unes desenes d'habitants. La superfície de l'illa avui dia es destina majoritàriament als conreus.
- Pellestrina delimita la llacuna de Venècia juntament amb el Lido i les penínsules de Chioggia i Jesolo.
- El Lido és una llenca de terra que s'aboca al mar. És transitable amb cotxe i es considera la zona de platja de Venècia.
- Burano salta de seguida a la vista per les cases de colors vius i és famosa per la producció de les seves típiques puntes de coixí.
- Murano és potser l'illa més famosa de Venècia, on es treballa el vidre de manera artística.

## Personatges il·lustres

El dux Andrea Gritti (va regnar 1523-1538), retratat per Ticià

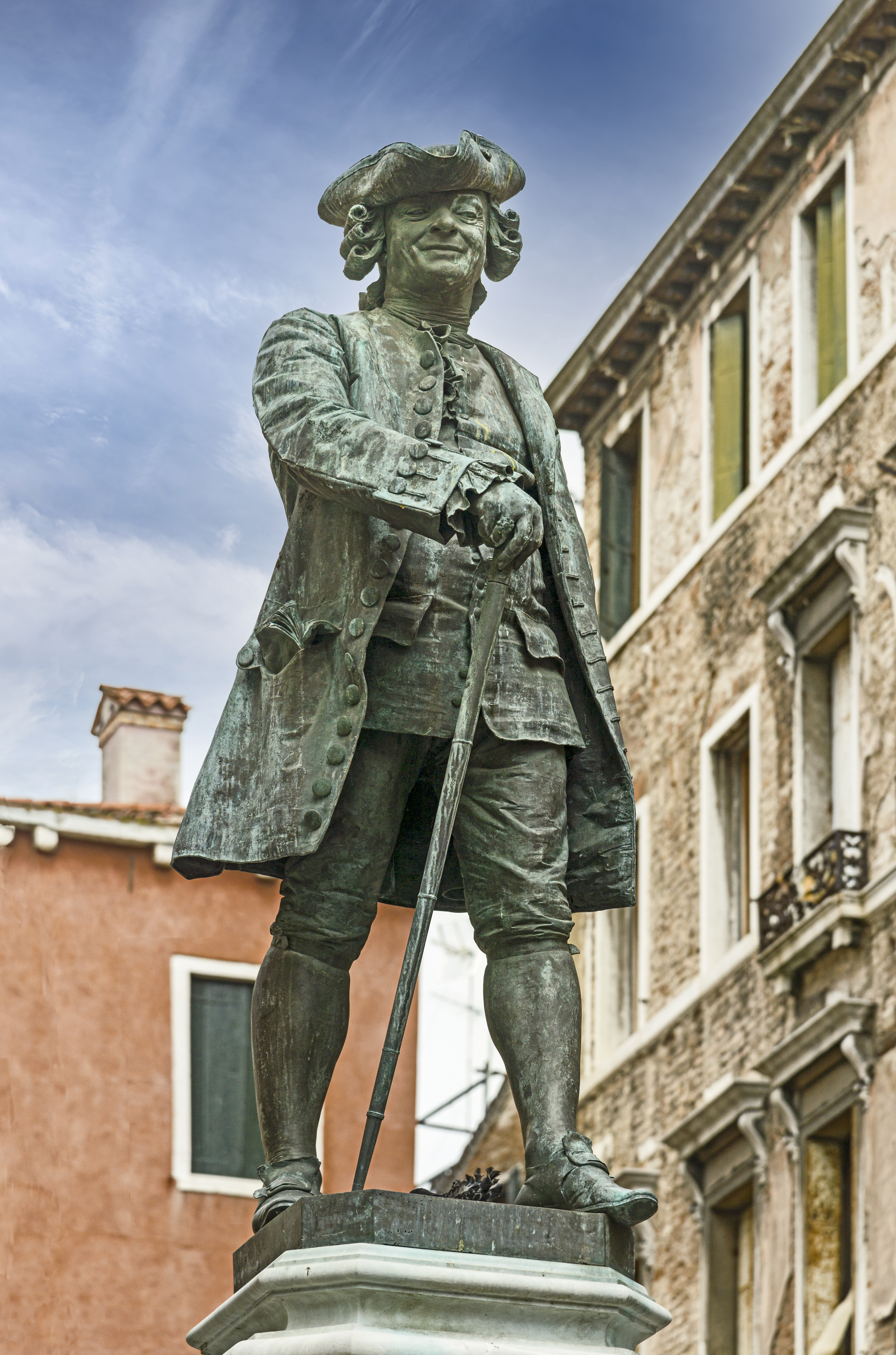
Carlo Goldoni, el nom més notable del teatre italià

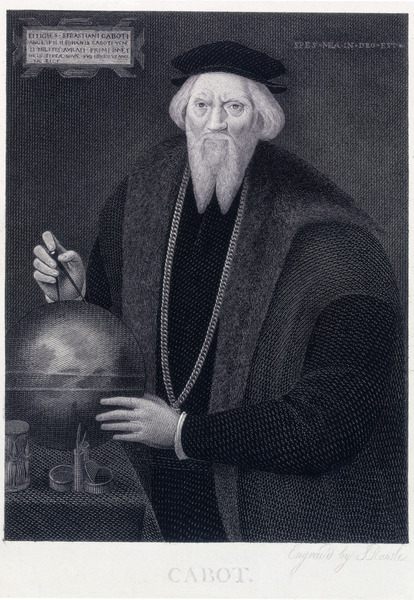
L'explorador Sebastià Cabot

- Carlo Lodoli (1690 - 1761), arquitecte, matemàtic i clergue franciscà

- Tomaso Albinoni
- El papa Alexandre VIII
- Stefano degli Angeli (1623-1697), matemàtic
- Giovanni Bellini, pintor del Renaixement
- Sebastià Cabot, navegant i cartògraf
- Canaletto, pintor
- Antonio Canova
- Giacomo Casanova
- El papa Climent XIII
- Pino Donaggio
- El papa Eugeni IV
- Marià Fortuny i de Madrazo
- Ugo Foscolo
- Carlo Goldoni
- El papa Gregori XII
- Peggy Guggenheim
- El papa Joan XXIII
- El papa Joan Pau I
- Giovanni Madonis, violinista (segle xviii)
- Natale Montferrato, sacerdot i compositor (segle XVII)
- Claudio Monteverdi, compositor
- Luca Pacioli
- El papa Pau II
- Pere I d'Hongria
- El papa Pius X
- Georges Polacco (1875-[...?]), director d'orquestra
- Giovanni Poleni (1683-1761), matemàtic
- Marco Polo, explorador i mercader
- Ezra Pound, escriptor
- Hugo Pratt
- Romano Scarpa
- Ticià, pintor del Renaixement
- Giovanni Battista Tiepolo
- Ettore Tito, pintor
- Tintoretto, pintor del Renaixement
- Franco da Venezia (1876-1937), compositor i pianista
- Paolo Veronese
- Antonio Vivaldi, compositor i violinista
- Richard Wagner, compositor d´òpera
- Francesco Antonio Zaccaria
- Giovanni Antonio Ricieri
- Giovanni Maria Ruggieri